# کمال قادری
کمال قادری (انگلیسی: Kamel Kadri؛ زادهٔ ۱۹ نوامبر ۱۹۶۳) بازیکن فوتبال اهل الجزایر بود.
از باشگاه‌هایی که در آن بازی کرده‌است می‌توان به باشگاه فوتبال القبائل اشاره کرد.
وی همچنین در تیم ملی فوتبال الجزایر بازی کرده‌است.